# Mặt Trời bé con
"Mặt Trời bé con" là một bài hát nhạc trẻ do nhạc sĩ người Việt Nam Trần Tiến sáng tác vào năm 1982. Bài hát đã được Trần Tiến và nhiều ca sĩ khác trình bày thành công như Trần Thu Hà, Hồng Nhung, Tam ca Áo trắng.

## Bối cảnh
Theo lời kể của nhạc sĩ Trần Tiến, bài hát được ông sáng tác vào năm 1982 trong một lần trò chuyện với những người bạn tại Hội Nhạc sĩ Thành phố Hồ Chí Minh lúc đó là Trịnh Công Sơn và Phạm Trọng Cầu. Một cô bé tám tuổi đã chạy đến và gửi cho ông một bức thư, trong đó kể lại về việc hàng ngày đều lấy đinh chọc vào hàng rào tôn bên ngoài Hội Nhạc sĩ để nhìn ông hát qua khe ngắm do hoàn cảnh gia đình quá nghèo không có đủ tiền để mua vé, đồng thời bày tỏ mong muốn được một lần xem ông hát trực tiếp. Bức thư đã khiến ông gợi nhớ về tuổi thơ nghèo khó của chính mình, cũng đã từng trèo lên ống máng của Nhà hát Lớn Hà Nội chỉ để xem ca nhạc và đây cũng là nguồn cảm hứng để ông viết bài hát tặng cô bé.
Bài hát đã được Trần Tiến hoàn thành với tên ban đầu là "Hát cho cô bé không có tiền mua vé xem hát", sau đó được chính tác giả đổi lại thành "Mặt Trời bé con". Trong một lần trả lời phỏng vấn trên VnExpress vào năm 2003, nhạc sĩ đã chia sẻ rằng ông viết bài hát này để dành tặng một người con gái của mình tên Nhật Vi.

## Sáng tác
Nội dung của "Mặt Trời bé con" được lấy cảm hứng từ câu chuyện về những người lao động nghèo không có tiền mua vé mà phải xem trộm buổi biểu diễn. Ở đó, có những cô bé ghé sát tai qua khe nhỏ trên hàng rào để "nghe tiếng đàn của tôi", hay những cậu bé trèo lên cành cây me chỉ để "mắt xoe tròn lắng nghe". Đứng trên sân khấu, Trần Tiến bắt gặp họ với những ánh nhìn đầy say sưa và chăm chú theo tiếng nhạc, mà ông xem đó là những "mặt trời bé con" đối với lòng mình: "Đàn tôi hát câu gì, mà sao cô bé cười ngộ ghê / Đàn tôi hát câu gì, mà sao chú bé ngồi mơ màng." Ở đoạn tiếp theo, Trần Tiến nhớ lại về một thời thơ ấu cũng từng đi nghe hát trộm giống như những cô bé, cậu bé ở hiện tại. Ông nhắc đến một người lính xa quê hàng đêm lại ôm chiếc đàn guitar đã tróc sơn để chơi nhạc; tiếng đàn của người lính đã mở ra trước mắt ông cả một "trời xanh như ước mơ tuổi thơ", một "dòng sông mang cánh buồm khát vọng”.
Trong một buổi diễn tại Thái Nguyên, Trần Tiến đã chứng kiến cảnh các em thiếu nhi đứng chen chúc ngoài cửa sổ để xem ông hát trong khi ngoài trời đang đổ mưa nặng hạt. Ông đã quyết định mở cửa đón các em vào hội trường và tự mình xếp chỗ ngồi cho từng người, rồi ngẫu hứng hát tặng khán giả một đoạn lời mới của ca khúc, trở thành đoạn viết thứ ba: "Trời mưa quá em ơi, bài ca ướt mất rồi còn đâu / Còn mưa đến bao lâu, mà sao em vẫn chờ vẫn đợi [...] Từng đêm em vẫn chờ, vẫn chờ đợi dưới mưa."

## Phát hành và biểu diễn
Vào tháng 3 năm 1995, bản thu âm ca khúc do ca sĩ Hồng Nhung thể hiện đã được nằm trong album tuyển tập Một thoáng quê hương, và được Master Digital phát hành dưới định dạng cassette. Năm 2006, hướng tới kỷ niệm sinh nhật lần thứ 60 của nhạc sĩ Trần Tiến, "Mặt Trời bé con" là một trong 11 sáng tác của ông được tuyển chọn vào album nhạc đặc biệt mang tên Trần Tiến – Có một thời như thế. Bài hát sau đó tiếp tục xuất hiện trong album phát hành năm 2008 Trần Tiến – album do HaTran Productions, công ty của cháu ruột là ca sĩ Trần Thu Hà sản xuất và được Viết Tân cùng Dihavina đồng phát hành trong nước.
Năm 2010, ca khúc được đưa vào album Dạ khúc cho tình nhân 3 – Những bài ca không quên của nam ca sĩ Đàm Vĩnh Hưng để tranh giải trong chương trình Album vàng tháng 10 năm 2010. Tuy nhiên, với tư cách là thành viên trong Hội đồng nghệ thuật của Album vàng, Trần Tiến đã phát hiện bài hát này được ghi trên bìa album với tên người viết lời là Bùi Hoàng Cầm. Nhạc sĩ cho biết chính mình là người đã sáng tác cả phần nhạc và phần lời cho "Mặt Trời bé con", đồng thời khẳng định không biết Bùi Hoàng Cầm là ai; ông cũng nhấn mạnh rằng Đàm Vĩnh Hưng đã hát sai lời của ca khúc.
Ngoài bản hát gốc của Trần Tiến, "Mặt Trời bé con" đã được một số ca sĩ khác gồm Trần Thu Hà, Hồng Nhung, Tam ca Áo trắng, Bằng Kiều thể hiện lại và trình bày thành công. Vào ngày 18 tháng 12 năm 2022, một đêm nhạc riêng tri ân nam nhạc sĩ đã được tổ chức tại Thành phố Hồ Chí Minh với tên gọi Mặt trời bé con, trong đó ông đã trình diễn mở đầu ca khúc cùng tên. Trong live concert kỷ niệm 50 năm hoạt động nghệ thuật Trần Tiến - Nửa thế kỷ phiêu bạt diễn ra tại Hà Nội vào tối 13 tháng 5 năm 2023, Trần Tiến đã thể hiện ca khúc cùng với nhóm Du Ca do chính ông thành lập.